# Agilo
Agilo est un général romain du IVe siècle d'origine alémanique.
Il participe à une campagne contre les Alamans en 354 avant de devenir en 360 magister peditum praesantalis, l'un des deux rangs les plus élevés de l'armée romaine tardive. Rallié à l'empereur Julien, il est membre en 362 du tribunal de Chalcédoine qui juge de hauts dignitaires de l'empereur Constance II, avant d'être écarté des affaires militaires.
En 365, il se met au service de l'usurpateur Procope, et prend le commandement de son armée. Il déserte l'année suivante lors de la bataille de Nacoleia et rejoint l'empereur légitime Valens, dont il obtient le pardon.

## Biographie

### Famille et caractère
Agilo est un soldat d'origine alémanique. Par son épouse, Vétiana, fille d'Araxius, ancien gouverneur de Palestine et proconsul de Constantinople, il est lié à l'aristocratie romaine,. Sa carrière semble intimement liée à celle de son beau-père, connaissant les mêmes phases d'ascension (sous Constance et Procope) et les mêmes phases d'arrêt (sous Julien et Jovien).
L'historien Ammien Marcellin, qui avait servi dans l'armée romaine comme protecteur domestique, lui porte peu d'estime. S'il le décrit - à tort - comme un traître, il reconnait également son courage.

### Carrière

#### Sous Constance II
Ammien Marcellin mentionne Agilo pour la première fois en tant que tribunus stabuli lors de la campagne contre les Alamans menée en 354. L'historien l'accuse de transmettre des informations militaires au camp ennemi avec deux autres officiers, Scudilo et Latinus, également d'origine germanique. Selon des interprétations modernes, Agilo aurait plutôt joué le rôle d'un intermédiaire entre l'Empire et les Alamans, ce qui expliquerait mieux sa promotion en 356 comme tribunus gentilium et scutariorum,. Son mariage avec Vétiana, fille d'Araxius, qui le lie à l'aristocratie romaine, pourrait également dater de ces années-là, en 355 ou en 356.
En 360, Agilo profite de la disgrâce d'Ursicin à la suite d'intrigues de cour, pour prendre sa succession comme magister peditum praesantalis. Cette nomination spectaculaire d'un simple tribun à l'un des deux plus hauts rangs militaires de l'Empire romain intervient dans un contexte de guerre ouverte avec l'Empire sassanide de Chapour II - s'étant traduit en octobre 359 par la prise d'Amida, une ville forteresse dans le Nord de la Mésopotamie.
Agilo est envoyé par Constance II avec le maître de cavalerie Arbitio pour garder la frontière du Tigre contre les incursions des Sassanides. Les deux généraux commandent un corps d'armée considérable, avec pour ordre d'éviter tout combat sérieux, de ne pas s'exposer et de battre en retraite en cas de franchissement du fleuve par l'ennemi. Arbitio et Agilo ne cessent de conjurer l'empereur de les appuyer face aux Perses avec le reste de son armée.

#### Sous Julien
Après la mort de Constance à Tarse en novembre 361, Agilo prête allégeance à Julien, nouveau souverain unique et incontesté de l'Empire. De son hivernage à Constantinople, le nouvel empereur envoie Agilo en mission à Aquilée, ville loyale à Constance et toujours assiégée par ses troupes, pour obtenir la reddition de la cité en annonçant la mort de son prédecesseur.
Julien nomme Agilo l'année suivante en tant que membre du tribunal de Chalcédoine, chargé de juger d'anciens hauts dignitaires de Constance, coupables d'avoir conspiré contre son frère Gallus. Il y siège aux côtés du préfet du prétoire Secundus Salutius, des consuls Claudius Mamertinus et Flavius Nevitta, du maître de cavalerie Jovin, et du général Arbitio. Agilo semble cependant s'en être tenu à l'écart, laissant à Arbitio la charge de présider de fait ce tribunal, qui condamne entre autres l'ancien consul Flavius Taurus à l'exil et le grand chambellan Eusèbe au bûcher.
À l'instar d'Arbitio ou du maître de cavalerie Lucillianus, Agilo ne joue plus de rôle militaire durant le reste du règne de Julien et ne participe pas à son expédition en Perse.

#### Sous Valens
Comme de nombreux officiers de l'armée romaine d'Orient, Agilo se rallie à Procope en 365 après son usurpation. Avec le maître de cavalerie Gomoarius, Agilo se voit confier « la direction des affaires militaires » selon Ammien Marcellin, et intercède auprès de Procope pour obtenir pour son beau-père Araxius la charge de préfet du prétoire.
L'empereur légitime, Valens, parvient cependant à rallier plusieurs officiers comme Arbitio à ses côtés. Agilo déserte les rangs de Procope lors de la bataille de Nacoleia en 366 et reçoit le pardon de Valens. Agilo obtient également le rappel d'exil de son beau-père,.
Philostorge, Zosime, Socrate et Sozomène affirment à tort qu'il fut exécuté.